# Almeida Prado

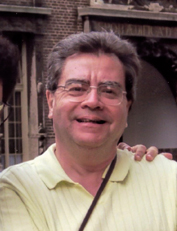
Almeida Prado

José Antônio Rezende de Almeida Prado (* 8. Februar 1943 in Santos, Bundesstaat São Paulo, Brasilien; † 21. November 2010 in São Paulo), bekannter unter dem Kurznamen Almeida Prado, war ein brasilianischer Komponist und Pianist.

## Leben
Almeida Prado erhielt mit sieben Jahren erste Klavierstunden. Später mit zehn Jahren, hatte er Unterricht bei Dinorah de Carvalho und Maria José de Oliveira, später auch bei Camargo Guarnieri – einem bekannten brasilianischen Komponisten – sowie bei den französischen Komponisten: Olivier Messiaen und Nadia Boulanger. Seine Werke wurden unter anderem von Heitor Villa-Lobos, Osvaldo Lacerda und Gilberto Mendes beeinflusst. Heute gibt es von ihm mehr als 400 Kompositionen in vielen Formen: Orchestermusik, Kammermusik, Klaviermusik, Gitarrenmusik.
1964 schrieb er seine erste Orchestermusik: Variações para piano e Orquestra (1963), und begann auch seine Karriere als Musikpädagoge am Städtischen Konservatorium von Santos. Mit VIII Variações Sobre um Tema do Rio Grande do Norte: Aeroplano Jahu (1965) und auch mit Paixão Segundo São Marcos (1967), gewann er Preise der APCA (Associação Paulista de Críticos de Arte). 1969 mit Pequenos Funerais Cantantes (1968) schaffte er den ersten Guanabara-Preis (Prêmio da Guanabara). Damit reiste er nach Paris, wo er vier Jahre lang lebte; dazu kam ein kurzer Aufenthalt in Darmstadt bei György Ligeti und Lukas Foss. Er gewann noch zahlreiche andere Preise.
1975 betätigte er sich als Direktor des Städtischen Konservatoriums Cubatão-Musikhochschule und von 1975 bis 2000 als Dozent am Institut für Kunst der Universidade Estadual de Campinas (Unicamp). 1974 begann er sein wichtigstes Werk zu komponieren: Cartas Celestes (1974–2001). Die 14 Cartas Celestes sind seine bekanntesten und erfolgreichsten Werke.